# Кияниця (селище)
Кияни́ця — селище в Україні, у Юнаківській сільській громаді Сумського району Сумської області. Населення становить приблизно 20 осіб. До 2020 орган місцевого самоврядування — Кияницька сільська рада.

## Географія
Селище Кияниця розташоване на лівому березі річки Олешня, вище за течією на відстані 1 км розташоване село Нова Січ, нижче за течією на відстані 1,5 км — селище Іволжанське. На річці велика загата. До села примикає великий лісовий масив — урочище Німеньковщина Поляна (дуб). Через селище проходить автомобільна дорога Н07.

## Історія
За даними на 1864 рік у власницькому селі Сумського повіту Харківської губернії мешкало 155 осіб (76 чоловічої статі та 79 — жіночої), налічувалось 14 дворових господарств, існував винокурний завод.
12 червня 2020 року, відповідно до розпорядження Кабінету Міністрів України № 723-р «Про визначення адміністративних центрів та затвердження територій територіальних громад Сумської області», селище увійшло до складу Юнаківської сільської громади.
19 липня 2020 року, в результаті адміністративно-територіальної реформи та ліквідації Сумського району(1923—2020), увійшло до складу новоутвореного Сумського району.
2 жовтня 2022 року російські військові обстрілювали населені пункти Кияницю та Басівку. Вбита домашня птиця на подвір`ї, згорілий сарай, пошкоджені будинки та місцева школа.
23 лютого 2023 року рішенням №4 Юнаківської сільської ради «Про перейменування вулиць та провулку в населених пунктах Юнаківської сільської територіальної громади» вирішено перейменувати вулиці селища без зміни нумерації будівель, відповідно з вулиці Першотравневої на вулицю Травневу.

#### Російське вторгнення в Україну (з 2022)
2 січня 2024 року російський снаряд влучив у будинок пенсіонерів в селі. Подружжя вціліло, але отримало контузії. За інформацією обласної адміністрації село обстріляли з "Градів", загалом зафіксували 5 вибухів.
7 серпня 2024 року селище зазнало авіаційних, ракетних та артилерійських ударів російським агресором.
10 серпня 2024 року Кияниця знову зазнала ворожих російських атак. Як повідомили в Оперативному командуванні "Північ" зафіксовано 1 вибух, ймовірно КАБ.
11 серпня 2024 року селище вчергове обстріляв агресор. Як повідомили в оперативному командуванні “Північ” зафіксовано 2 вибухи, ймовірно КАБ.
17 серпня 2024 року оперативне командування «Північ» повідомило про обстріли Сумської області. Серед постраждалих населених пунктів село Кияниця – 2 вибухи, ймовірно КАБ.

## Пам'ятки архітектури та природи
- Палац Харитоненка

Навколо цього палацу розташований парк — пам'ятка садово-паркового мистецтва «Кияницький» (загальнодержавного значення). Заснований у другій половини XIX ст. на основі дубового лісу. У парку росте понад 70 екзотичних дерев та кущів: дуб червоний, платан, бархат амурський, ялинка канадська та ін. Парк прикрашений чарівним ставком, що є частиною річки Олешня, яка бере початок біля сусіднього села Нова Січ. 
Біля селища розташований гідрологічний заказник «Кияницький».

## Персоналії
Уродженцем села є заслужений артист Татарської АРСР, співак Геннадій Васько.
- Федина Олег Іванович (1979—2023) — старший лейтенант Збройних сил України, учасник російсько-української війни, доброволець.

## Об'єкти соціальної сфери
- Дитячий садок
- Школа знаходиться у сусідньому селі Нова Січ
- Фельдшерсько-акушерський пункт
- Магазини
- Відділення зв'язку (пошта)
- Православна церква

## Фотогалерея

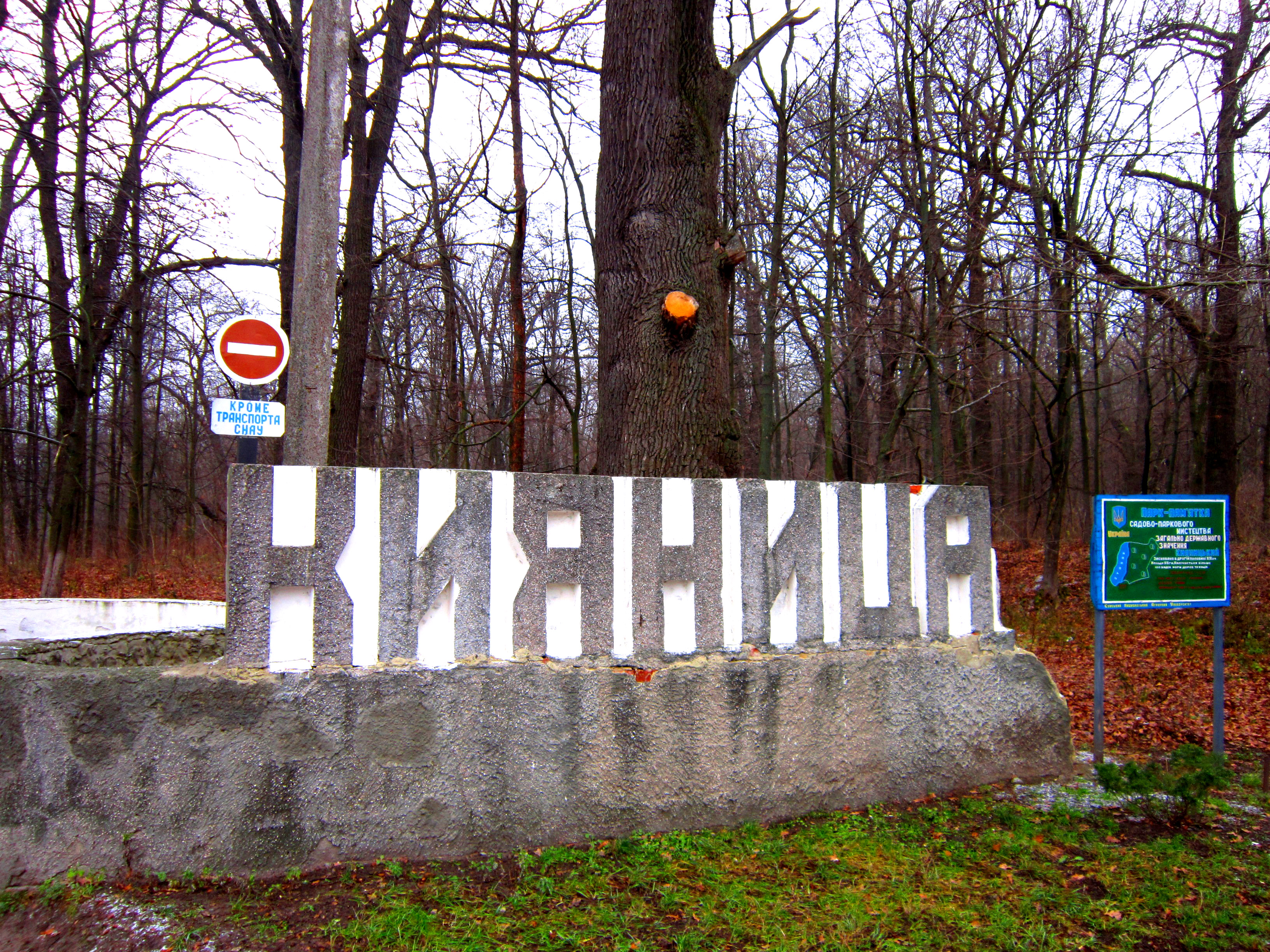
Стела перед входом до ландшафтного парку
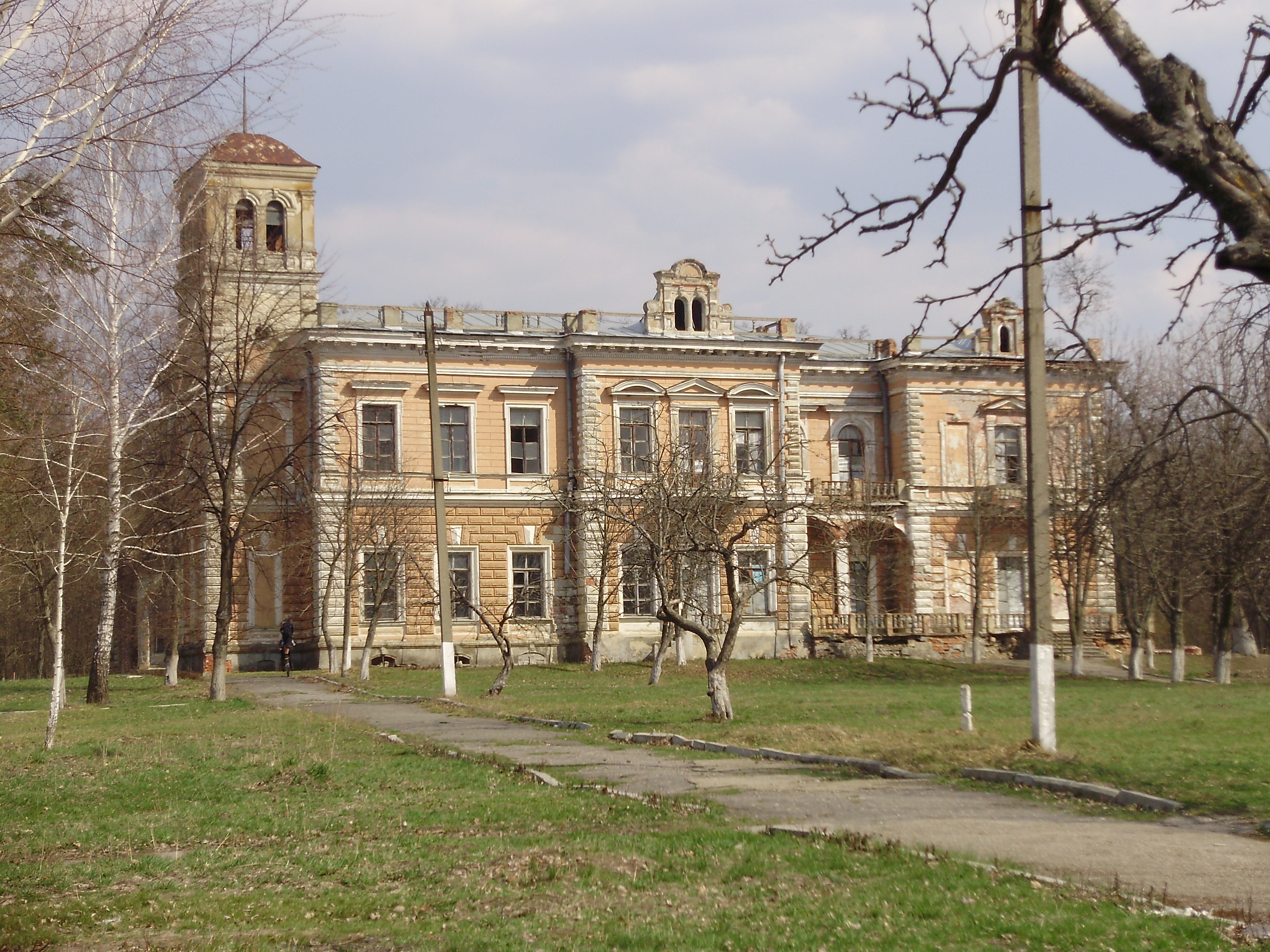
Вид на будівлю маєтку Івана Харитоненка
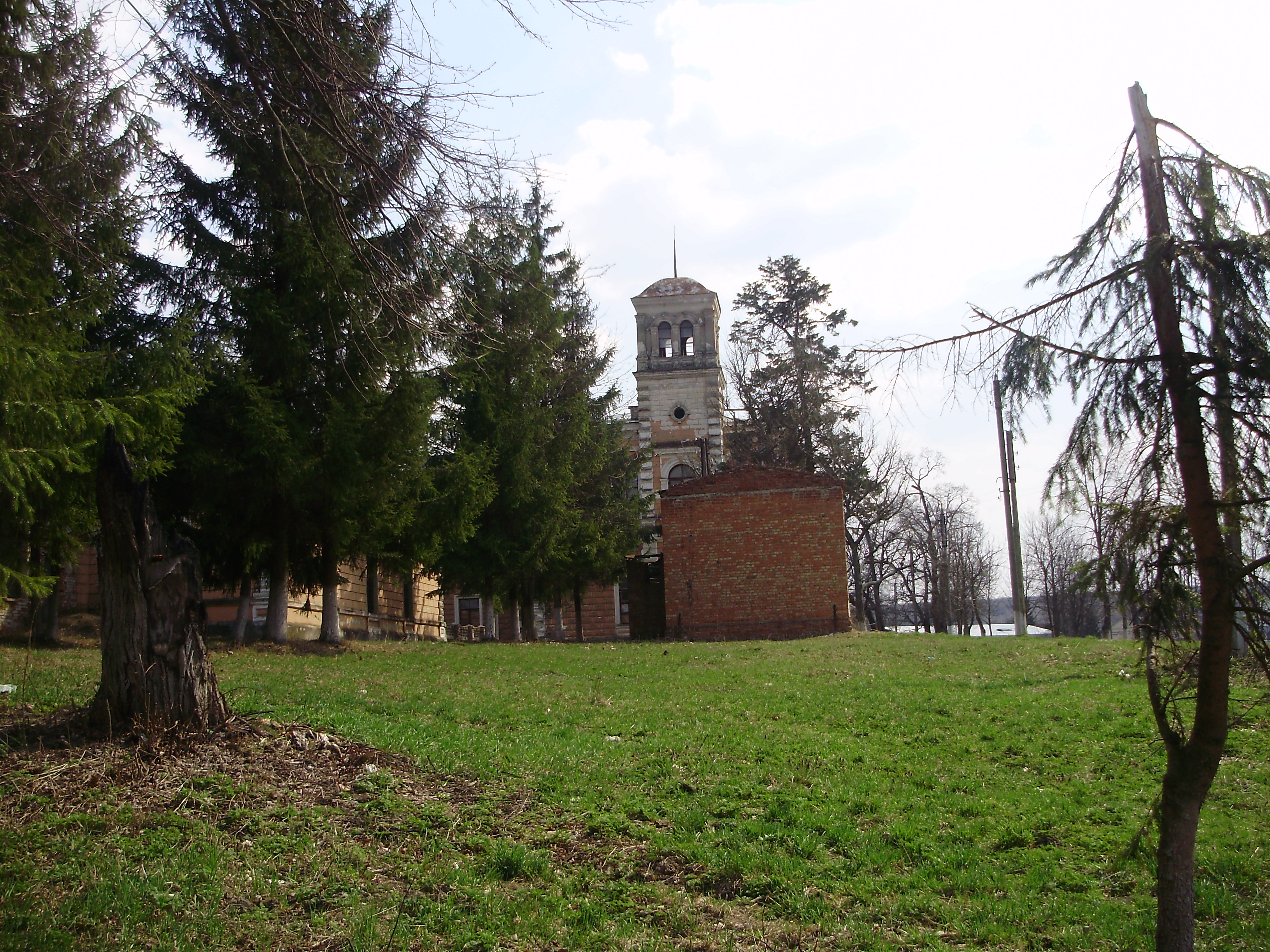
Історико-архітектурний парк. Кінець XIX століття